# العصبة الأندلسية
العصبة الأندلسية  هي إحدى حلقات الأدب العربي. تألفت العصبة في مدينة ساو باولو بالبرازيل في مطلع يناير 1933 من الكتاب والأدباء العرب في تلك البلاد. نفذها الشاعر اللبناني المهاجر ميشيل نعمان معلوف، ودعمها بالبذل السخي والرعاية. ترأسها ميشيل نعمان معلوف ثم الشاعر القروي رشيد سليم الخوري بداية من 1958.

## أعضائها
- ميشيل نعمان معلوف
- فوزي المعلوف
- ميشال المغربي
- رشيد سليم الخوري
- شفيق المعلوف
- إلياس فرحات
- عقل الجر
- شكر الله الجر
- جرجس كرم
- توفيق قربان
- اسكندر كرباج
- نظير زيتون
- مهدي سكافي
- توفيق ضعون
- قيصر سليم الخوري
- سلمى بنت جبران الصائغ
- داود شكور

## وصلات خارجية
- بطاقة تعريف لشعراء العصبة الأندلسية - موقع القصة السورية
- قائمة بأسماء بعض شعراء المــهــجـــر الجنـــوبـــي مؤسسة جائزة عبد العزيز سعود البابطين للإبداع الشعري